# Coupe du monde féminine de rugby à XV 2021
Navigation
Coupe du monde 2017 Coupe du monde 2025
La neuvième édition de la Coupe du monde féminine de rugby à XV (officiellement la Coupe du monde de rugby 2021,) a lieu du 8 octobre au 12 novembre 2022, à Auckland en Nouvelle-Zélande. Initialement prévue à l'automne 2021, elle est reportée à cause de la pandémie de Covid-19.
La Nouvelle-Zélande remporte la compétition en battant en finale l'équipe d'Angleterre. La France termine troisième par une large victoire contre le Canada.

## Organisation
L'organisation de la compétition est attribuée à la fédération néo-zélandaise. Elle devient alors la première édition de la compétition qui se déroule dans l'hémisphère sud. Le logo de la compétition est dévoilé le 4 février 2020.
Initialement prévue entre le 18 septembre et le 16 octobre 2021, la compétition est repoussée à l'année 2022, entre le 8 octobre et le 12 novembre 2022, suivant les recommandations de World Rugby en réponse à la pandémie de Covid-19. À cette occasion, le calendrier est légèrement aménagé afin d'assurer une période minimale de cinq jours de repos entre deux rencontres pour chaque équipe.

### Villes et stades
Les matchs de poule et les quarts-de-finale sont disputés au Waitakere Stadium et Northland Events Centre tandis que les demi-finales, le match pour la troisième place et la finale sont organisés à l'Eden Park, stade de la première finale de la Coupe du monde masculine de rugby à XV en 1987.
| Whangarei                                       | Auckland                                          | Auckland                    |
| ----------------------------------------------- | ------------------------------------------------- | --------------------------- |
| Okara Park (Semenoff Stadium) Capacité : 30 000 | Waitakere Stadium (Trusts Arena) Capacité : 4 901 | Eden Park Capacité : 60 000 |
| –                                               |                                                   |                             |

## Participants

### Qualifications
Douze équipes participent à cette édition :
- Les sept premières équipes de l'édition 2017 : 1. Nouvelle-Zélande (T - tenante du titre 2017, et pays hôte) 2. Angleterre 3. France 4. États-Unis 5. Canada 6. Australie 7. Pays de Galles
- Le vainqueur du championnat d'Océanie féminin de rugby à XV 2019 (Fidji)
- Le vainqueur du championnat d'Afrique féminin de rugby à XV qui se déroule en août 2019 (Afrique du Sud)
- Le vainqueur du championnat d'Asie féminin de rugby à XV 2020
- Le vainqueur d'un tournoi de qualification européen qui se déroule en septembre 2020 et oppose l'Irlande, l'Italie, l'Écosse et le vainqueur du tournoi qualificatif européen. Ce tournoi est reporté en 2021
- Le vainqueur d'un tournoi de repêchage organisé en 2021 qui oppose les équipes ayant terminé à la deuxième place des tournois régionaux d'Asie, d'Europe et d'Océanie, ainsi que le vainqueur du barrage entre l'équipe d'Amérique du Sud et la deuxième du tournoi d'Afrique (Colombie - Kenya).

L'équipe des Tonga ne peut participer au championnat d'Océanie féminin de rugby à XV 2019 en raison d'une épidémie de rougeole. Le processus de qualification est alors modifié :
- Le vainqueur du championnat d'Océanie féminin de rugby à XV 2019 (Fidji) est qualifié pour la Coupe du monde
- Les Tonga jouent un match éliminatoire contre l'équipe arrivée troisième du championnat d'Océanie féminin de rugby à XV 2019 au début de l'année 2020 (Samoa). Le gagnant de ce match affronte l'équipe classée deuxième pour décider qui participe au tournoi mondial de repêchage (Samoa).

#### Nations qualifiées
| Afrique              | Amériques             | Europe                                                           | Océanie                                              | Asie        |
| -------------------- | --------------------- | ---------------------------------------------------------------- | ---------------------------------------------------- | ----------- |
| - Afrique du Sud (q) | - Canada - États-Unis | - Angleterre - France - Écosse (q) - Pays de Galles - Italie (q) | - Australie - Fidji (q) - Nouvelle-Zélande (T, hôte) | - Japon (q) |

#### Tirage au sort des poules
Le tirage au sort des poules a lieu le vendredi 20 novembre 2020 à Auckland.
| Poule A - Nouvelle-Zélande (T) - Australie - Pays de Galles - Écosse (q) | Poule B - Canada - États-Unis - Italie (q) - Japon (q) | Poule C - Angleterre - France - Afrique du Sud (q) - Fidji (q) |

### Effecfifs des équipes

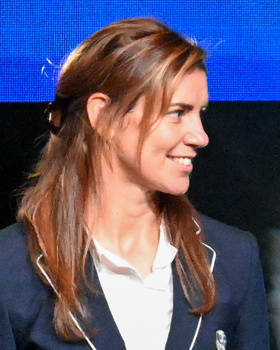
Sarah Hunter est la joueuse la plus capée de la Coupe du monde.

## Règlement

### Points de classement en poule
- Victoire : 4 points
- Nul : 2 points
- Défaite : 0 point
- Défaite par 7 points d’écart ou moins : 1 point
- 4 essais marqués ou plus : 1 point

## Premier tour
- Qualifié pour les quarts de finale.

### Poule A
| Rang | Pays             | J | V | N | D | Bo | Bd | Pm  | Pe | Diff | Pts |
| ---- | ---------------- | - | - | - | - | -- | -- | --- | -- | ---- | --- |
| 1    | Nouvelle-Zélande | 3 | 3 | 0 | 0 | 3  | 0  | 154 | 29 | +125 | 15  |
| 2    | Australie        | 3 | 2 | 0 | 1 | 0  | 0  | 44  | 60 | -16  | 8   |
| 3    | Pays de Galles   | 3 | 1 | 0 | 2 | 0  | 1  | 37  | 84 | -47  | 5   |
| 4    | Écosse           | 3 | 0 | 0 | 3 | 0  | 2  | 27  | 89 | -62  | 2   |

### Poule B
| Rang | Pays       | J | V | N | D | Bo | Bd | Pm | Pe | Diff | Pts |
| ---- | ---------- | - | - | - | - | -- | -- | -- | -- | ---- | --- |
| 1    | Canada     | 3 | 3 | 0 | 0 | 3  | 0  | 92 | 31 | +61  | 15  |
| 2    | Italie     | 3 | 2 | 0 | 1 | 1  | 0  | 55 | 40 | +15  | 9   |
| 3    | États-Unis | 3 | 1 | 0 | 2 | 1  | 0  | 54 | 68 | -14  | 5   |
| 4    | Japon      | 3 | 0 | 0 | 3 | 0  | 0  | 30 | 92 | -62  | 0   |

### Poule C
| Rang | Pays           | J | V | N | D | Bo | Bd | Pm  | Pe  | Diff | Pts |
| ---- | -------------- | - | - | - | - | -- | -- | --- | --- | ---- | --- |
| 1    | Angleterre     | 3 | 3 | 0 | 0 | 2  | 0  | 172 | 26  | +146 | 14  |
| 2    | France         | 3 | 2 | 0 | 1 | 2  | 1  | 91  | 18  | +73  | 11  |
| 3    | Fidji          | 3 | 1 | 0 | 2 | 0  | 0  | 40  | 145 | -105 | 4   |
| 4    | Afrique du Sud | 3 | 0 | 0 | 3 | 0  | 1  | 22  | 136 | -114 | 1   |

#### Classement des troisièmes
| Rang | Pays           | J | V | N | D | Bo | Bd | Pm | Pe  | Diff | Pts |
| ---- | -------------- | - | - | - | - | -- | -- | -- | --- | ---- | --- |
| 1    | États-Unis     | 3 | 1 | 0 | 2 | 1  | 0  | 54 | 68  | -14  | 5   |
| 2    | Pays de Galles | 3 | 1 | 0 | 2 | 0  | 1  | 37 | 84  | -47  | 5   |
| 3    | Fidji          | 3 | 1 | 0 | 2 | 0  | 0  | 40 | 145 | -105 | 4   |

### Classement des qualifiés
Ce classement détermine les équipes qui s'affronteront en quart de finale. L'équipe en première position rencontre celle en huitième ; l'équipe deuxième rencontre l'équipe septième ; la troisième la sixième ; la quatrième la cinquième.
Premiers de poule
| Rang | Pays             | J | V | N | D | Bo | Bd | Pm  | Pe | Diff | Pts |
| ---- | ---------------- | - | - | - | - | -- | -- | --- | -- | ---- | --- |
| 1    | Nouvelle-Zélande | 3 | 3 | 0 | 0 | 3  | 0  | 154 | 29 | +125 | 15  |
| 2    | Canada           | 3 | 3 | 0 | 0 | 3  | 0  | 92  | 31 | +61  | 15  |
| 3    | Angleterre       | 3 | 3 | 0 | 0 | 2  | 0  | 172 | 26 | +146 | 14  |

Deuxièmes de poule
| Rang | Pays      | J | V | N | D | Bo | Bd | Pm | Pe | Diff | Pts |
| ---- | --------- | - | - | - | - | -- | -- | -- | -- | ---- | --- |
| 4    | France    | 3 | 2 | 0 | 1 | 2  | 1  | 91 | 18 | +73  | 11  |
| 5    | Italie    | 3 | 2 | 0 | 1 | 1  | 0  | 55 | 40 | +15  | 9   |
| 6    | Australie | 3 | 2 | 0 | 1 | 0  | 0  | 44 | 60 | -16  | 8   |

Troisièmes de poule
| Rang | Pays           | J | V | N | D | Bo | Bd | Pm | Pe | Diff | Pts |
| ---- | -------------- | - | - | - | - | -- | -- | -- | -- | ---- | --- |
| 7    | États-Unis     | 3 | 1 | 0 | 2 | 1  | 0  | 54 | 68 | -14  | 5   |
| 8    | Pays de Galles | 3 | 1 | 0 | 2 | 0  | 1  | 37 | 84 | -47  | 5   |

## Phase à élimination directe

### Tableau final
|  | Quarts de finale                        | Quarts de finale                        |                                   |                                   | Demi-finales                     | Demi-finales                     |    |  | Finale                            | Finale                            |
|  | Quarts de finale                        | Quarts de finale                        |                                   |                                   | Demi-finales                     | Demi-finales                     |    |  | Finale                            | Finale                            |
|  |                                         |                                         |                                   |                                   |                                  |                                  |    |  |                                   |                                   |
|  | le 29 octobre 2022 au Waitakere Stadium | le 29 octobre 2022 au Waitakere Stadium |                                   |                                   | le 5 novembre 2022 à l'Eden Park | le 5 novembre 2022 à l'Eden Park |    |  | le 12 novembre 2022 à l'Eden Park | le 12 novembre 2022 à l'Eden Park |
|  | le 29 octobre 2022 au Waitakere Stadium | le 29 octobre 2022 au Waitakere Stadium |                                   |                                   | le 5 novembre 2022 à l'Eden Park | le 5 novembre 2022 à l'Eden Park |    |  | le 12 novembre 2022 à l'Eden Park | le 12 novembre 2022 à l'Eden Park |
|  | France                                  | 39                                      |                                   |                                   | le 5 novembre 2022 à l'Eden Park | le 5 novembre 2022 à l'Eden Park |    |  | le 12 novembre 2022 à l'Eden Park | le 12 novembre 2022 à l'Eden Park |
|  | France                                  | 39                                      |                                   |                                   | le 5 novembre 2022 à l'Eden Park | le 5 novembre 2022 à l'Eden Park |    |  | le 12 novembre 2022 à l'Eden Park | le 12 novembre 2022 à l'Eden Park |
|  | Italie                                  | 3                                       |                                   |                                   | le 5 novembre 2022 à l'Eden Park | le 5 novembre 2022 à l'Eden Park |    |  | le 12 novembre 2022 à l'Eden Park | le 12 novembre 2022 à l'Eden Park |
|  | Italie                                  | 3                                       | France                            | 24                                |                                  |                                  |    |  | le 12 novembre 2022 à l'Eden Park | le 12 novembre 2022 à l'Eden Park |
|  | le 29 octobre 2022 au Waitakere Stadium |                                         | France                            | 24                                |                                  |                                  |    |  | le 12 novembre 2022 à l'Eden Park | le 12 novembre 2022 à l'Eden Park |
|  |                                         | Nouvelle-Zélande                        | 25                                |                                   |                                  |                                  |    |  | le 12 novembre 2022 à l'Eden Park | le 12 novembre 2022 à l'Eden Park |
|  | Nouvelle-Zélande                        | Nouvelle-Zélande                        | 25                                | 55                                |                                  |                                  |    |  | le 12 novembre 2022 à l'Eden Park | le 12 novembre 2022 à l'Eden Park |
|  | Nouvelle-Zélande                        |                                         |                                   | 55                                |                                  |                                  |    |  | le 12 novembre 2022 à l'Eden Park | le 12 novembre 2022 à l'Eden Park |
|  | Pays de Galles                          | 3                                       |                                   |                                   |                                  |                                  |    |  | le 12 novembre 2022 à l'Eden Park | le 12 novembre 2022 à l'Eden Park |
|  | Pays de Galles                          | 3                                       | Nouvelle-Zélande                  | 34                                |                                  |                                  |    |  |                                   |                                   |
|  | le 30 octobre 2022 à l'Okara Park       |                                         | Nouvelle-Zélande                  | 34                                |                                  |                                  |    |  |                                   |                                   |
|  |                                         | Angleterre                              | 31                                |                                   |                                  |                                  |    |  |                                   |                                   |
|  | Angleterre                              | Angleterre                              | 31                                | 41                                |                                  |                                  |    |  |                                   |                                   |
|  | Angleterre                              | le 5 novembre 2022 à l'Eden Park        |                                   | 41                                |                                  |                                  |    |  |                                   |                                   |
|  | Australie                               | 5                                       |                                   |                                   |                                  |                                  |    |  |                                   |                                   |
|  | Australie                               | 5                                       | Angleterre                        | 26                                |                                  |                                  |    |  |                                   |                                   |
|  | le 30 octobre 2022 à l'Okara Park       | le 30 octobre 2022 à l'Okara Park       | Angleterre                        | 26                                | Match pour la 3e place           | Match pour la 3e place           |    |  |                                   |                                   |
|  | le 30 octobre 2022 à l'Okara Park       | le 30 octobre 2022 à l'Okara Park       |                                   | Canada                            | Match pour la 3e place           | Match pour la 3e place           | 19 |  |                                   |                                   |
|  | Canada                                  | 32                                      | le 12 novembre 2022 à l'Eden Park | le 12 novembre 2022 à l'Eden Park |                                  |                                  | 19 |  |                                   |                                   |
|  | Canada                                  | 32                                      | le 12 novembre 2022 à l'Eden Park | le 12 novembre 2022 à l'Eden Park |                                  |                                  |    |  |                                   |                                   |
|  | États-Unis                              | 11                                      |                                   | France                            | 36                               |                                  |    |  |                                   |                                   |
|  | États-Unis                              | 11                                      |                                   | France                            | 36                               |                                  |    |  |                                   |                                   |
|  |                                         |                                         |                                   |                                   |                                  |                                  |    |  | Canada                            | 0                                 |
|  |                                         |                                         |                                   |                                   |                                  |                                  |    |  | Canada                            | 0                                 |

### Quarts de finale
Sous la chaleur de Whangarei, l'équipe de France attend la deuxième mi-temps pour faire la différence sur l'équipe italienne et inscrit quatre essais en neuf minutes à l'heure de jeu (61e, 64e, 68e et 70e minutes).
| 29 octobre 2022 16 h 30 | France                                             | 39 - 3 (10 - 3) | Italie          | Stade de Semenoff, Whangarei Arbitre : Hollie Davidson |
| 29 octobre 2022 16 h 30 | Essai(s) : 5 Transformation(s) : 3 Pénalité(s) : 2 |                 | Pénalité(s) : 1 | Stade de Semenoff, Whangarei Arbitre : Hollie Davidson |
| 29 octobre 2022 16 h 30 |                                                    |                 |                 | Stade de Semenoff, Whangarei Arbitre : Hollie Davidson |

| 29 octobre 2022 19 h 30 | Nouvelle-Zélande                   | 55 - 3 (26 - 3) | Pays de Galles  | Stade de Semenoff, Whangarei Arbitre : Aimee Barrett-Theron |
| 29 octobre 2022 19 h 30 | Essai(s) : 9 Transformation(s) : 5 |                 | Pénalité(s) : 1 | Stade de Semenoff, Whangarei Arbitre : Aimee Barrett-Theron |
| 29 octobre 2022 19 h 30 |                                    |                 |                 | Stade de Semenoff, Whangarei Arbitre : Aimee Barrett-Theron |

| 30 octobre 2022 13 h 30 | Angleterre                         | 41 - 5 (19 - 5) | Australie    | The Trusts Arena, Henderson Arbitre : Maggie Cogger-Orr |
| 30 octobre 2022 13 h 30 | Essai(s) : 7 Transformation(s) : 3 |                 | Essai(s) : 1 | The Trusts Arena, Henderson Arbitre : Maggie Cogger-Orr |
| 30 octobre 2022 13 h 30 |                                    |                 |              | The Trusts Arena, Henderson Arbitre : Maggie Cogger-Orr |

| 30 octobre 2022 16 h 30 | Canada                                             | 32 - 11 (12 - 8) | États-Unis                                         | The Trusts Arena, Henderson Arbitre : Joy Neville |
| 30 octobre 2022 16 h 30 | Essai(s) : 4 Transformation(s) : 3 Pénalité(s) : 2 |                  | Essai(s) : 1 Transformation(s) : 0 Pénalité(s) : 2 | The Trusts Arena, Henderson Arbitre : Joy Neville |
| 30 octobre 2022 16 h 30 |                                                    |                  |                                                    | The Trusts Arena, Henderson Arbitre : Joy Neville |

### Demi-finales
| 5 novembre 2022 16 h 30 | Angleterre                                         | 26 - 19 (15 - 12) | Canada                             | Eden Park, Auckland Arbitre : Aimee Barrett-Theron |
| 5 novembre 2022 16 h 30 | Essai(s) : 3 Transformation(s) : 1 Pénalité(s) : 3 |                   | Essai(s) : 3 Transformation(s) : 2 | Eden Park, Auckland Arbitre : Aimee Barrett-Theron |
| 5 novembre 2022 16 h 30 |                                                    |                   |                                    | Eden Park, Auckland Arbitre : Aimee Barrett-Theron |

| 5 novembre 2022 19 h 30 | Nouvelle-Zélande                                   | 25 - 24 (10 - 17) | France                                             | Eden Park, Auckland Arbitre : Joy Neville |
| 5 novembre 2022 19 h 30 | Essai(s) : 3 Transformation(s) : 2 Pénalité(s) : 2 |                   | Essai(s) : 3 Transformation(s) : 3 Pénalité(s) : 1 | Eden Park, Auckland Arbitre : Joy Neville |
| 5 novembre 2022 19 h 30 |                                                    |                   |                                                    | Eden Park, Auckland Arbitre : Joy Neville |

### Match pour la3eplace
| 12 novembre 2022 16 h 30 | Canada | 0 - 36 (0 - 22)                                                                                 | France | Eden Park, Auckland Arbitre : Sara Cox |
| 12 novembre 2022 16 h 30 |        | Essai(s) : 5 Transformation(s) : 4 Pénalité(s) : 1 Carton(s) jaune(s) : Gabrielle Vernier (66') |        | Eden Park, Auckland Arbitre : Sara Cox |
| 12 novembre 2022 16 h 30 |        |                                                                                                 |        | Eden Park, Auckland Arbitre : Sara Cox |

### Finale
| 12 novembre 2022 19 h 30 | Nouvelle-Zélande                   | 34 - 31 (19 - 26) | Angleterre                         | Eden Park, Auckland Arbitre : Hollie Davidson |
| 12 novembre 2022 19 h 30 | Essai(s) : 6 Transformation(s) : 2 |                   | Essai(s) : 5 Transformation(s) : 3 | Eden Park, Auckland Arbitre : Hollie Davidson |
| 12 novembre 2022 19 h 30 |                                    |                   |                                    | Eden Park, Auckland Arbitre : Hollie Davidson |